# Miguel Luís de Meneses, 2.º Duque de Caminha
Dom Miguel Luís de Meneses, 2.º Duque de Caminha (1614 — Lisboa, 29 de agosto de 1641) foi um nobre português. Foi governador de Ceuta. Era filho de Luís de Noronha e Meneses, 7.º Marquês de Vila Real.
Entrou numa conjura contra D. João IV, supostamente por obediência filial. 
A ideia era forjar um incêndio na residência real, chamando a atenção dos guardas e vigilantes do local e desta maneira, deixar o rei desguarnecido de protecção e assassiná-lo.
Entretanto, descoberta a rebelião foram presos todos os fidalgos que nela tomaram parte, tendo à frente o arcebispo-primaz D. Sebastião de Matos Noronha. Morreu, como os outros conjurados, no dia 29 de agosto de 1641, degolado num cadafalso erguido no Rossio de Lisboa, depois de ter estado preso na Torre de Belém.
Casou-se três vezes, sem deixar descendência, o que extinguiu a linhagem da Casa de Vila Real:
A primeira, com D. Margarida Francisca de Melo, filha de Manuel de Moura Corte-Real, 2º Marquês de Castelo Rodrigo, e de D. Leonor de Melo.
A segunda, com D. Maria de Castro, irmã da primeira mulher.
A terceira, com D. Joana Juliana Maria Máxima de Faro (c.1610-1651), 4.ª condessa de Faro.
Sua irmã, Maria Brites de Meneses (?-1668), tornou-se a 3.ª Duquesa de Camiña, já uma casa espanhola pelo seu casamento com Pedro Portocarrero, 8.º Conde de Medellín.